# Rosa setigera
Rosa setigera (Роза сетигера, Роза прерий) — кустарник; вид рода Шиповник семейства Розовые.
С середины XIX века R. setigera многократно использовалась в селекции с целью выведения плетистых зимостойких сортов. В результате был получен ряд ценных гибридов.
В англоязычной садоводческой литературе этот вид может упоминаться под названиями: Bramble-leaved Rose, Prairie Rose, Rosier à feuilles de ronce, The Prairie Rose.

## Естественные разновидности
Различные источники приводят разное количество природных разновидностей этого вида. Ниже опубликованы все упоминаемые.
- Rosa setigera var. setigera,
- Rosa setigera var. tormentosa Torr. & A.Gray
- Rosa setigera var. serena[5][6]
- Rosa setigera f. alba — цветки белые
- Rosa setigera f. inermis — без шипов
- Rosa setigera var. glabra
- Rosa setigera var. pubescens[4]

## Распространение
Степные районы Северной Америки.
Склоны, пастбища, обочины дорог, изредка встречаются в поймах.
Опылителями могут быть представители Andrenidae, Apidae (в частности Apis mellifera), Halictidae, Megachilidae, Syrphidae (в частности Eristalis tenax), Xylocopa, а также жуки Trichiotinus piger.

## Ботаническое описание
Растения двудомные. Пыльца с женских цветков менее доступна для опылителей, чем пыльца с цветков на мужских особях. Мужские растения имеют больше цветов в соцветиях.
Длина побегов 2—4 м, согласно другому источнику 1,5—6 м.
Шипы прямые, загнутые, часто с уплощённым основанием.
Листья с 3, реже 5 мелкозубчатыми листочками.
Соцветие щиток.
Цветки простые, розовые.
Плоды около 1 см в диаметре.
Цветёт в Канаде с конца июня до середины июля.
От Rosa laevigata отличается розовой окраской цветков. От Rosa multiflora отсутствием отчётливой бахромы на прилистниках.

## В культуре
Зоны морозостойкости: от 3b до более тёплых. По другим данным выдерживает понижение температур до −20 °C